# Hugo Herrmann
Hugo Herrmann (23. června 1887, Moravská Třebová – 1. ledna 1940, Jeruzalém) byl sionistický spisovatel a vydavatel z Čech.

## Život
Hugo Herrmann byl jedním ze zakladatelů židovské studentské organizace Bar Kochba v Praze, kde patřil mezi redaktory magazínu Selbstwehr a v letech 1913 až 1914 byl šéfredaktorem časopisu Jüdische Rundschau.
V letech 1919 až 1922 byl Herrmann redaktorem listu Jüdisches Volksblatt v Moravské Ostravě a poté pracoval pro Keren ha-jesod. V roce 1934 se usadil v Jeruzalémě. Kromě židovských a zvláštních sionistických témat se Herrmann zabýval psaním a popisem svých častých dlouhých cest do Palestiny.
V letech 1921 až 1933 působil jako protokolář a dočasně také jako tiskový vedoucí na sedmi Světových sionistických kongresech (Karlovy Vary, Vídeň, Basilej, Curych a Praha).

## Spisy (výběr)
Následující seznam uvádí chronologicky řazený výběr Herrmannových publikací:
- Chad Gadja: Das Peßachbuch. Berlin, 1914.
- Eine werdende Welt. Reiseeindrücke aus Palästina. Praha, 1925.
- Die Araberfrage Palästinas. (Praha 1932)
- Palästina wie es wirklich ist: Mit 72 Bildern nach Originalaufnahmen und 2 Landkarten. Leipzig, 1933
- Palästina heute. Licht und Schatten. Tel Aviv, 1935.
- Palästinakunde. (Wien 1935)